# Miletus buruensis
Miletus buruensis är en fjärilsart som beskrevs av Holland 1900. Miletus buruensis ingår i släktet Miletus och familjen juvelvingar. Inga underarter finns listade i Catalogue of Life.